# Colombina (empresa)
Colombina es una empresa colombiana de alimentos. fundada en el municipio de Zarzal, Valle del Cauca, Colombia. Produce y comercializa dulces duros y blandos, galletas, pastillas de goma, helados, postres, chocolates, salsas, enlatados y demás productos de confitería.Es la mayor fabrica de alimentos en el país y de las más tradicionales. 
Conformada por 8000 trabajadores, cuenta con 750 000 clientes a nivel nacional e internacional y sus productos se exportan a más de 90 países. En 2021, los ingresos netos fueron de $ 1,9 billones de pesos y el 37% de las ganancias correspondieron a las ventas internacionales.
Fue reconocida por la Organización Internacional del Trabajo como la única empresa en América Latina en «pertenecer al Convenio 100, el cual busca la equidad en la remuneración entre géneros».

## Historia
Se fundó en 1927 en Cali, Colombia, por Hernando Caicedo. El nombre proviene de una ópera italiana cuya protagonista «se balanceaba en una media luna mientras dos personajes le cantaban». El personaje principal «Colombina» fue la inspiración de Caicedo y, desde entonces, ha permanecido por 9 décadas.
Cuenta con la planta de dulces más grande de Colombia y se encuentra en el corregimiento de La paila, Valle del Cauca.